# 愛奧尼亞鎮區 (朱厄爾縣)
愛奧尼亞鎮區（英語：Ionia Township）為位在美國堪薩斯州朱厄爾縣的鎮區。2010年美国人口普查中該鎮區人口有81人。

## 地理
愛奧尼亞鎮區涵蓋面積102.35平方（39.52平方英里），其中0.11平方公里或0.11%為水域。該鎮區有埃爾姆溪（Elm Creek）以及吉姆利特溪（Gimlet Creek）等溪流通過。

### 非建制地區
- 愛奧尼亞

### 鄰近鎮區
- 朱厄爾縣
  - 鎮區（北）
  - 中央鎮區（東北）
  - 卡爾文鎮區（東）
  - 布朗斯克里克鎮區（東南）
  - 鎮區（南）
  - Erving鎮區（西南）
  - 鎮區（西）
  - 埃斯本鎮區（西北）

### 墓園
此鎮區僅有1座墓園：愛奧尼亞墓園（Ionia Cemetery）。

### 主要公路
- 128號堪薩斯州州道（K-128）

## 外部連結
- U.S. Board on Geographic Names (GNIS) （页面存档备份，存于）
- United States Census Bureau cartographic boundary files
- US-Counties.com
- City-Data.com （页面存档备份，存于）